# Ingeborg Westfelt-Eggertz
Ingeborg Aurora Westfelt-Eggertz, född 17 maj 1855 i Stockholm, död 17 maj 1936 i Gamleby i Kalmar län, var en svensk målare.

## Biografi
Föräldrar var kammarjunkare Carl Peter Westfelt och Aurora Charlotta Löthman. Hon var från 1893 gift med redaktören August Emil Eggertz. 
Hon studerade vid Tekniska skolan och genomgick Konstakademien i Stockholm 1873–1880 därefter studerade hon i Paris för Collin och Courtois 1883. Under tiden i Paris öppnade hon 1887 en egen elevskola för börds- och börsaristokratiens unga damer samt medverkade med teckningar till förlagsfirman Delagrave. Hon återvände till Stockholm 1890 där hon tillsammans med Elisabeth Keyser etablerade en målarskola för kvinnliga elever. I samband med att hon gifte sig 1893 var hon bosatt i Visby 1893–1897, Landskrona och slutligen från 1903 i Göteborg. På alla dessa orter drev hon, vid sidan om sitt eget skapande, målarskolor för kvinnor. Hennes konst består av genre och figurskildringar samt porträtt oftast i pastell. Flera av hennes verk målade under Paristiden köptes upp av nord- och sydamerikanska samlare.
Eggertz-Westfelt fick flera utmärkelser, såsom guldmedalj i oljemålning i Arcachon 1888, silvermedalj i Versailles 1889 och Mention honorable i Evreux. Eggertz-Westfelt är representerad vid Göteborgs konstmuseum, på Hallands konstmuseum, Bohusläns museum i Uddevalla och på Nationalmuseum i Stockholm.
Hon är begravd på Västra kyrkogården i Göteborg.

## Verk

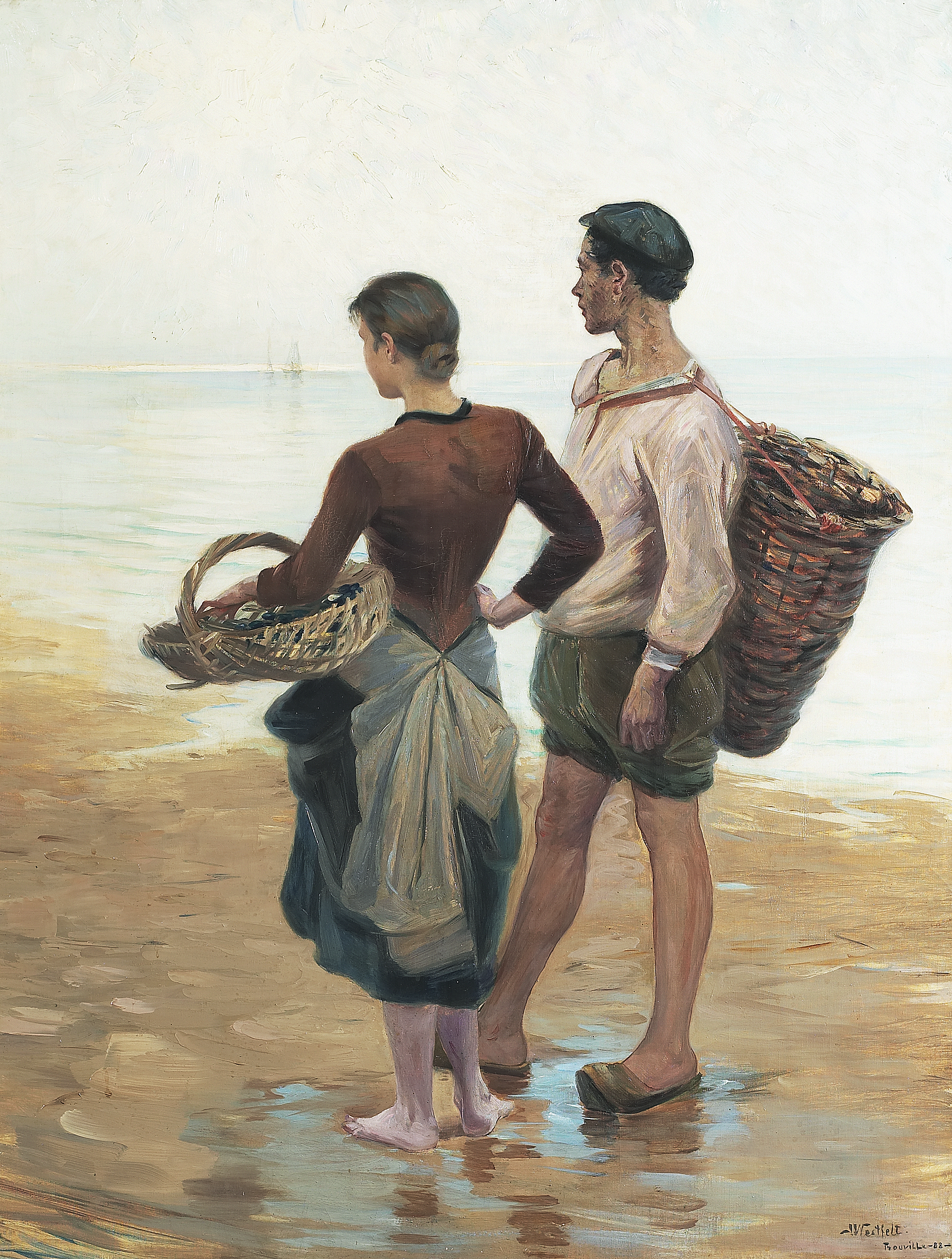
Morgon - Trouville. Olja på duk.